# Olcyphides cinereus
Olcyphides cinereus är en insektsart som först beskrevs av Olivier 1792.  Olcyphides cinereus ingår i släktet Olcyphides och familjen Pseudophasmatidae. Inga underarter finns listade i Catalogue of Life.